# Palpació
La palpació és el procés d'utilitzar les mans per comprovar el cos, especialment mentre es percep/diagnostica un trastorn o malaltia. Normalment realitzat per un professional de la salut, és el procés de sentir un objecte dins o sobre el cos per determinar la seva mida, forma, fermesa o ubicació (per exemple, un veterinari pot sentir l'estómac d'un animal embarassat per garantir una bona salut i part reeixit).
La palpació és una part important de l'examen físic; el sentit del tacte és tan important en aquest examen com el sentit de la vista. Els metges desenvolupen una gran habilitat per palpar problemes per sota de la superfície del cos, aconseguint detectar coses que les persones sense formació no sabrien. Cal domini de l'anatomia i molta pràctica per aconseguir un alt nivell d'habilitat. El concepte de ser capaç de detectar o notar signes tàctils subtils i de reconèixer la seva importància o implicacions s'anomena apreciar-los (igual que en el vocabulari general es pot parlar d'apreciar la importància d'alguna cosa). Tot i això, algunes coses no són palpables, per això sovint cal fer proves mèdiques addicionals, com ara la imatge mèdica i les proves de laboratori, per fer un diagnòstic. No obstant això, molts problemes són palpables com diverses hèrnies, adenopaties, luxacions articulars, fractures òssies, tumors, distensió abdominal, fremiments o les alteracions en els polsos, entre d'altres. També permet determinar si hi ha dolor a la palpació (tenderness, en anglès), que permet sospitar que hi ha una alteració en allò que es palpa.